# Mihály Szabolcska

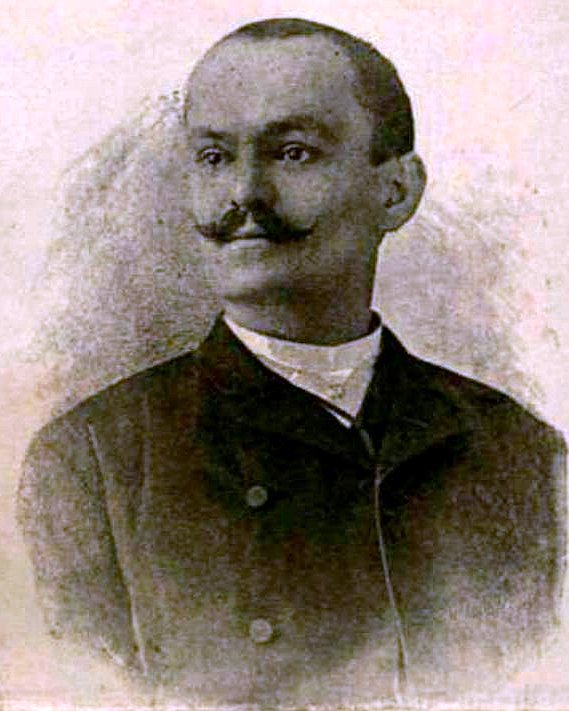
Mihály Szabolcska

Mihály Szabolcska, född 30 september 1862 i Tiszakürt, Kungariket Ungern, Kejsardömet Österrike, 
död 31 oktober 1930 i Budapest, Kungariket Ungern, var en ungersk skald och präst.
Szabolcska var en framstående lyriker och den Petőfi-Aranyska nationella diktarskolans siste representant. Som präst tog han ofta sina ämnen ur Bibeln eller det religiösa livet och hans poesi har ibland karaktär av folkvisor. Särskilt populära var hans folkliga ballader och visor, till exempel Grand Caféban (I Grand kafé), A kis Demeter Rózsikáról (Om lilla Rosa Demeter), Salcburgi csapszékben (I en Salzburgkrog), av vilka några översattes till engelska, franska och tyska. Han utgav nio band dikter.
Sedan Temesvár (Timișoara), där Szabolcska var reformerta församlingens prost, skilts från Ungern, var han de transsylvanska ungrarnas främste skald, deras tröstare och andlige ledare. Han var ledamot av Ungerska vetenskapsakademien och erhöll 1924 Ungerska akademiens stora skaldepris.